# Rianna Galiart
Rianna Galiart (ur. 22 listopada 1985 w Zaandijk) – holenderska lekkoatletka, tyczkarka.

## Osiągnięcia
- 9. miejsce podczas młodzieżowych mistrzostw Europy (Erfurt 2005)
- 6. lokata na młodzieżowych mistrzostw Europy (Debreczyn 2007)
- reprezentantka kraju w  meczach międzypaństwowych, pucharze Europy oraz drużynowych mistrzostwach Europy, w 2006 odpadła w eliminacjach skoku o tyczce podczas mistrzostw Europy
- 12 złotych medali mistrzostw Holandii (stadion: 2005-2009, 2012, 2013 & hala: 2006-2008, 2011, 2012, 2013, 2014)[1]

## Rekordy życiowe
- skok o tyczce (stadion) – 4,40 (2015)
- skok o tyczce (hala) – 4,40 (2016)